# Zwickau-model
Het Zwickau-model (Duits: Zwickauer Modell) is een openbaar vervoersnetwerk waarbij lichte treinen voor een deel ook op straatspoor rijden, zoals een tram dat ook doet. In het Engels, maar vooral ook in het Frans, wordt train-tram gebruikt. Dit is de omgekeerde situatie van de tramtrein waarbij trams geschikt gemaakt zijn om over spoorlijnen te rijden. Het Zwickau-model lijkt sterk op het concept van de vroegere interurban.

## Kenmerken
Net als bij de tram, moeten de treinen in (bijvoorbeeld in Zwickau en New Jersey) voldoen aan de eisen van de wet voor het rijden op straatspoor. De meest opvallende van deze voorzieningen zijn richtingaanwijzers. De abri's zijn veelal simpel en vergelijkbaar met een tramhalte.

## Systemen met lichte treinen op straatspoor
- Een lijn van de Vogtlandbahn rijdt op straatspoor samen met de tram van Zwickau.
- De Rhätische Bahn rijdt in Chur over straatspoor.
- De trein over de spoorlijn Dietikon - Wohlen rijdt deels op straatspoor in Dietikon.
- De tram van Alicante rijdt op lijn 9 met dieseltreinen van de Ferrocarrils de la Generalitat Valenciana.
- De River Line van de New Jersey Transit rijdt deels op straatspoor.
- De Keihan Keishin-lijn rijdt in Kyoto deels op straatspoor, tot 1997 over een veel grotere lengte.
- De Enoden-lijn rijdt in Kamakura deels op straatspoor.

### Voormalige lijnen
- De trein over de spoorlijn Lausanne - Bercher reed tot eind 2021 deels op straatspoor in Lausanne. Geleidelijk is dit traject ondergronds gebracht.
- Tussen 1960 en 2016 reden er in Fukui type 200 treinen over een flink traject door de straten. Sinds 2016 rijden er alleen trams.[1]
- De Weymouth Harbour Tramway reed tot 1987 met treinen over straatspoor door Weymouth. De rails lag er tot 2020.
- De NS reed tot 1974 met goederenwagens naast de sporen van lijn 11 tot aan de Delftse Laan in Den Haag. De wagons werden vervolgens naar Scheveningen (Duinstraat) gebracht door een van de twee elektrische HTM-locs.

## Galerij

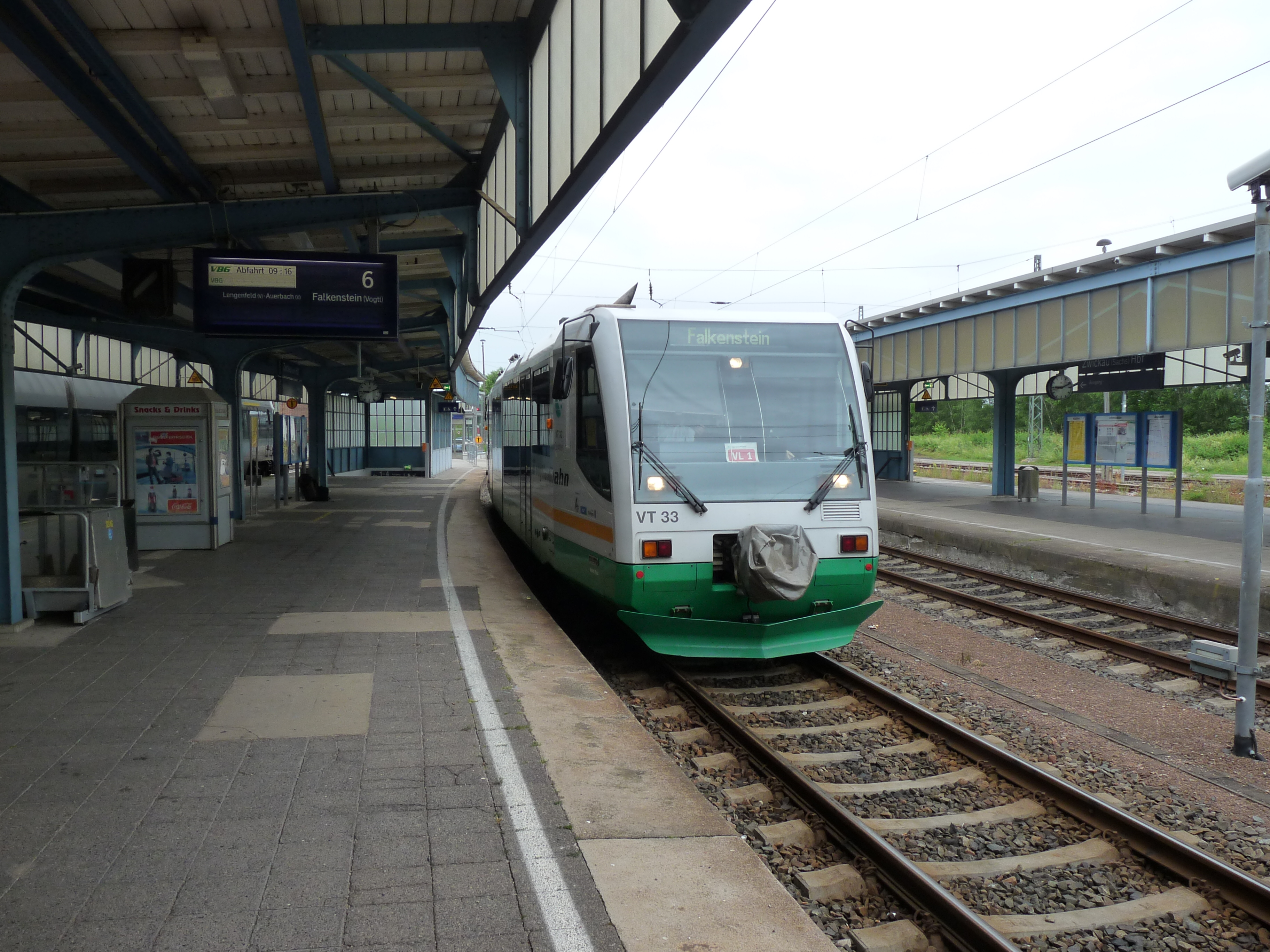
Trein in het station van Zwickau.
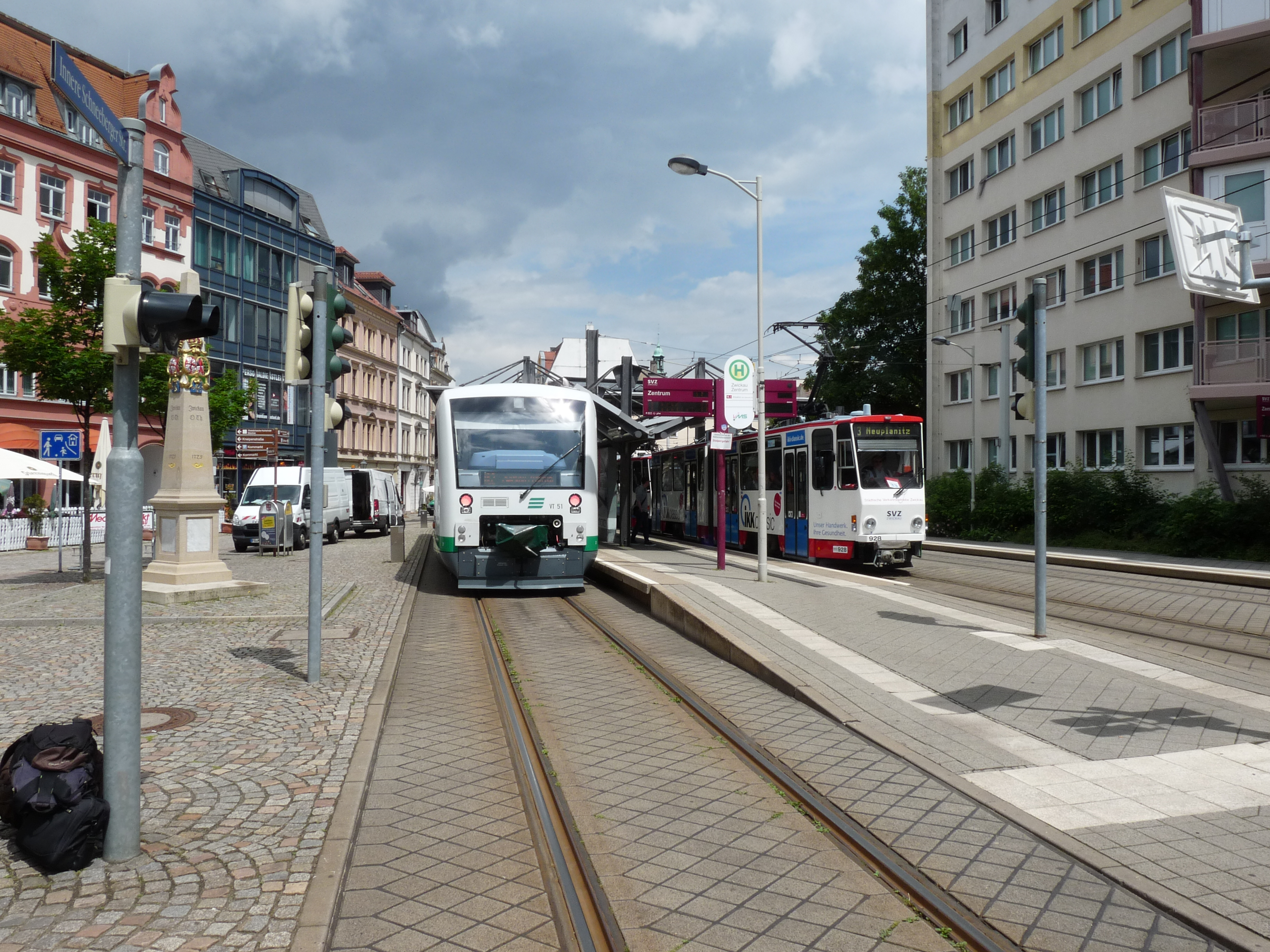
Trein aan een tramhalte in Zwickau.
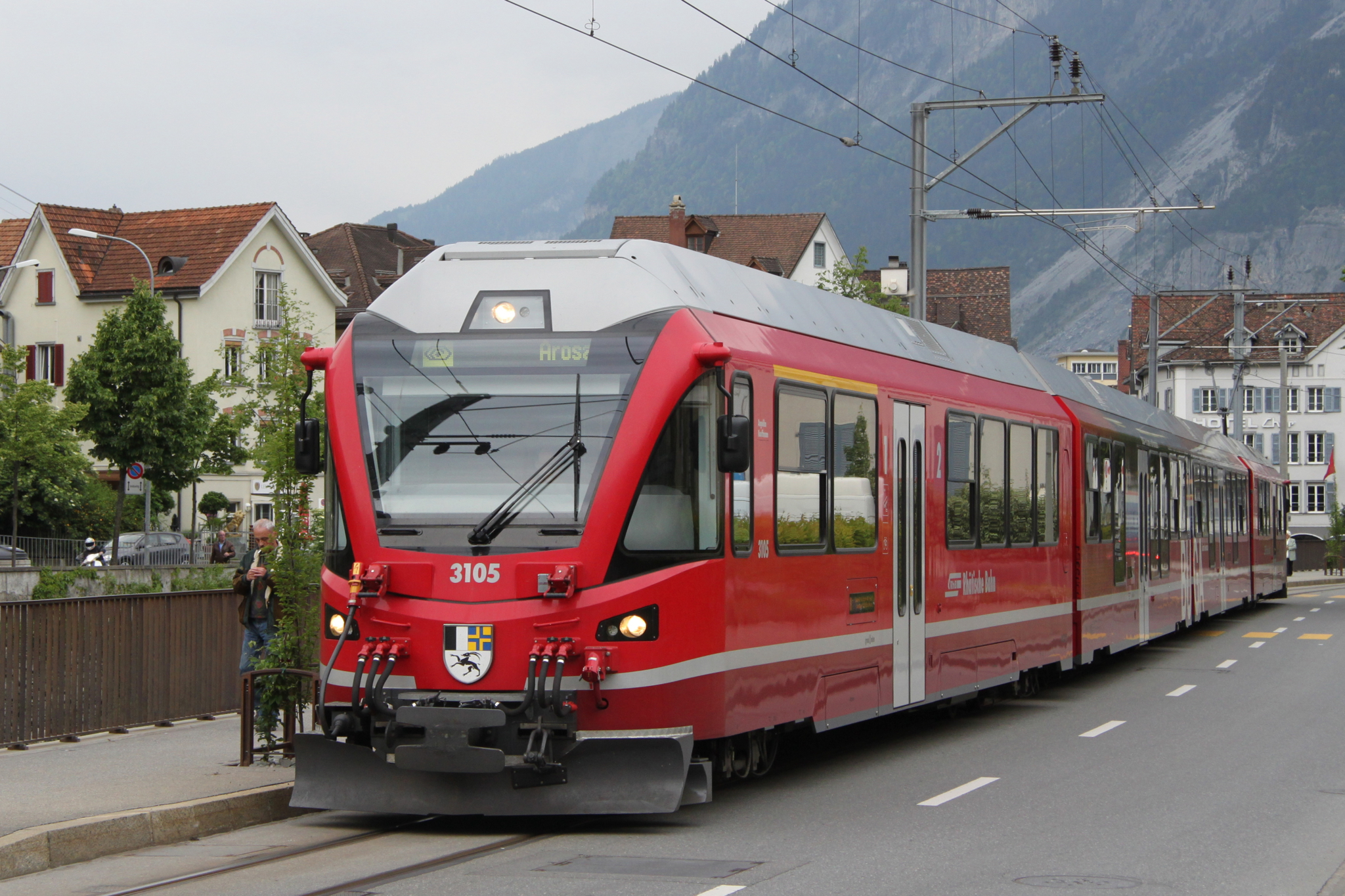
Trein in het centrum van Chur.
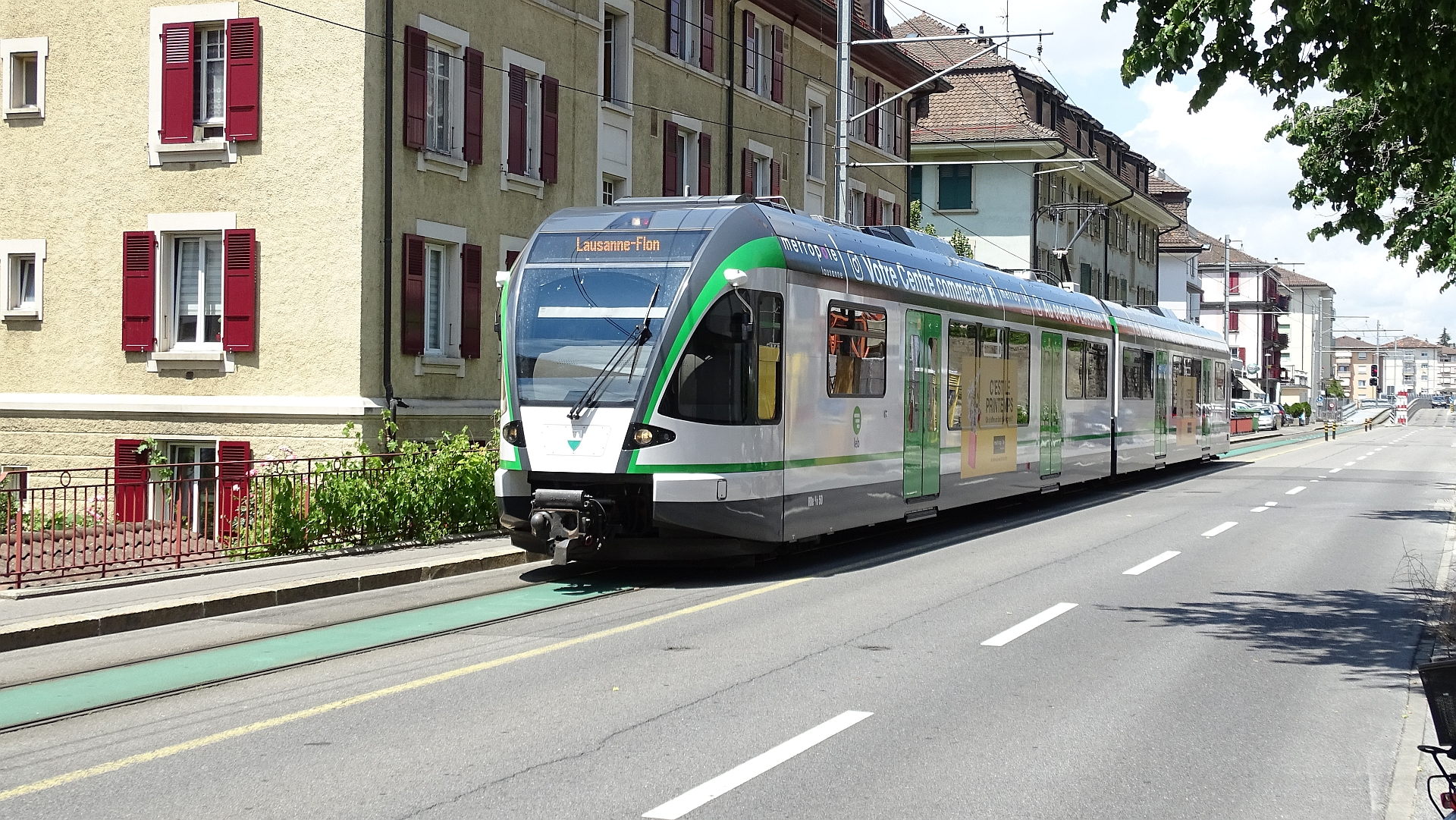
Trein op straatspoor in Lausanne.
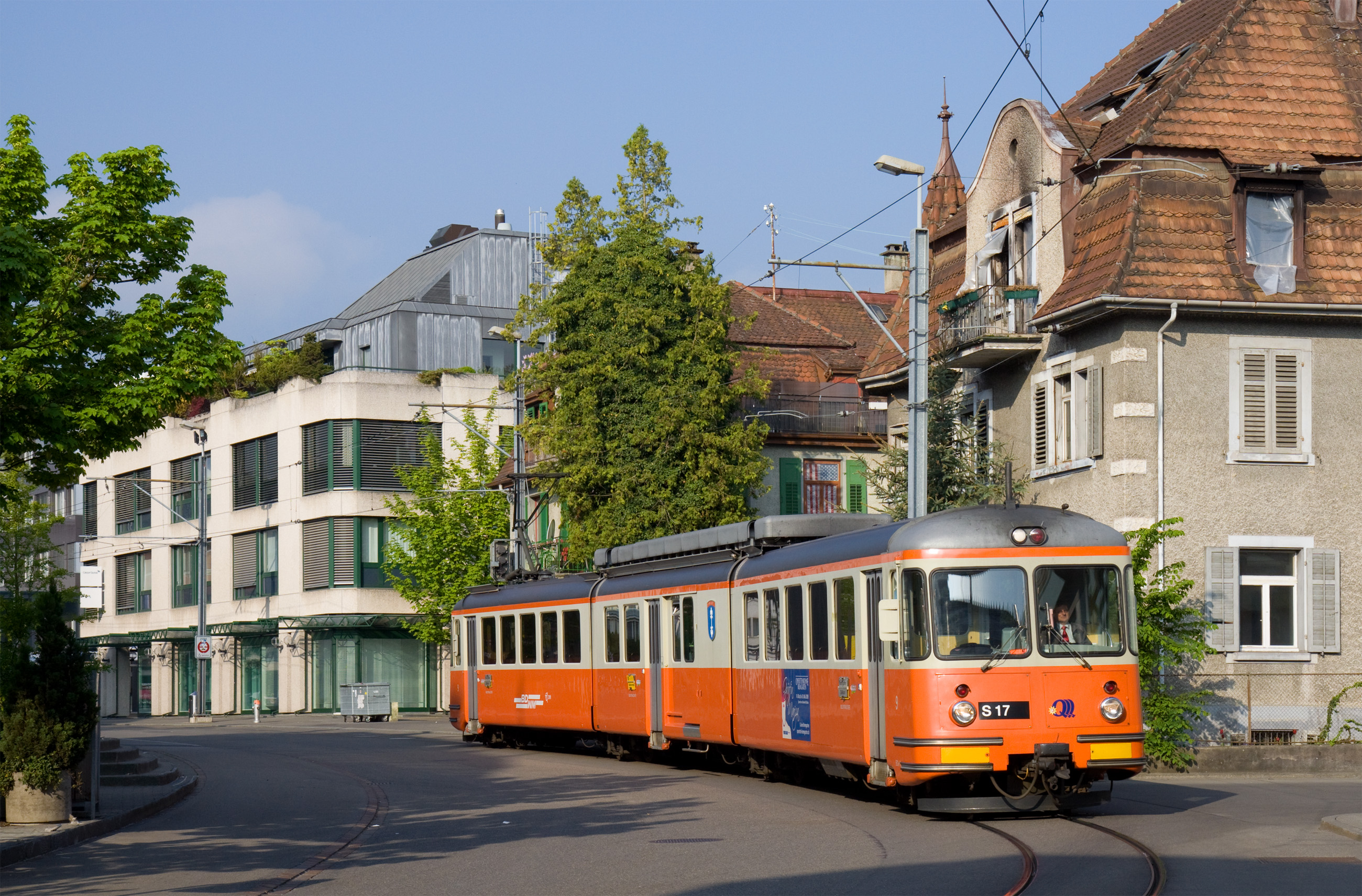
Trein in het centrum van Dietikon.
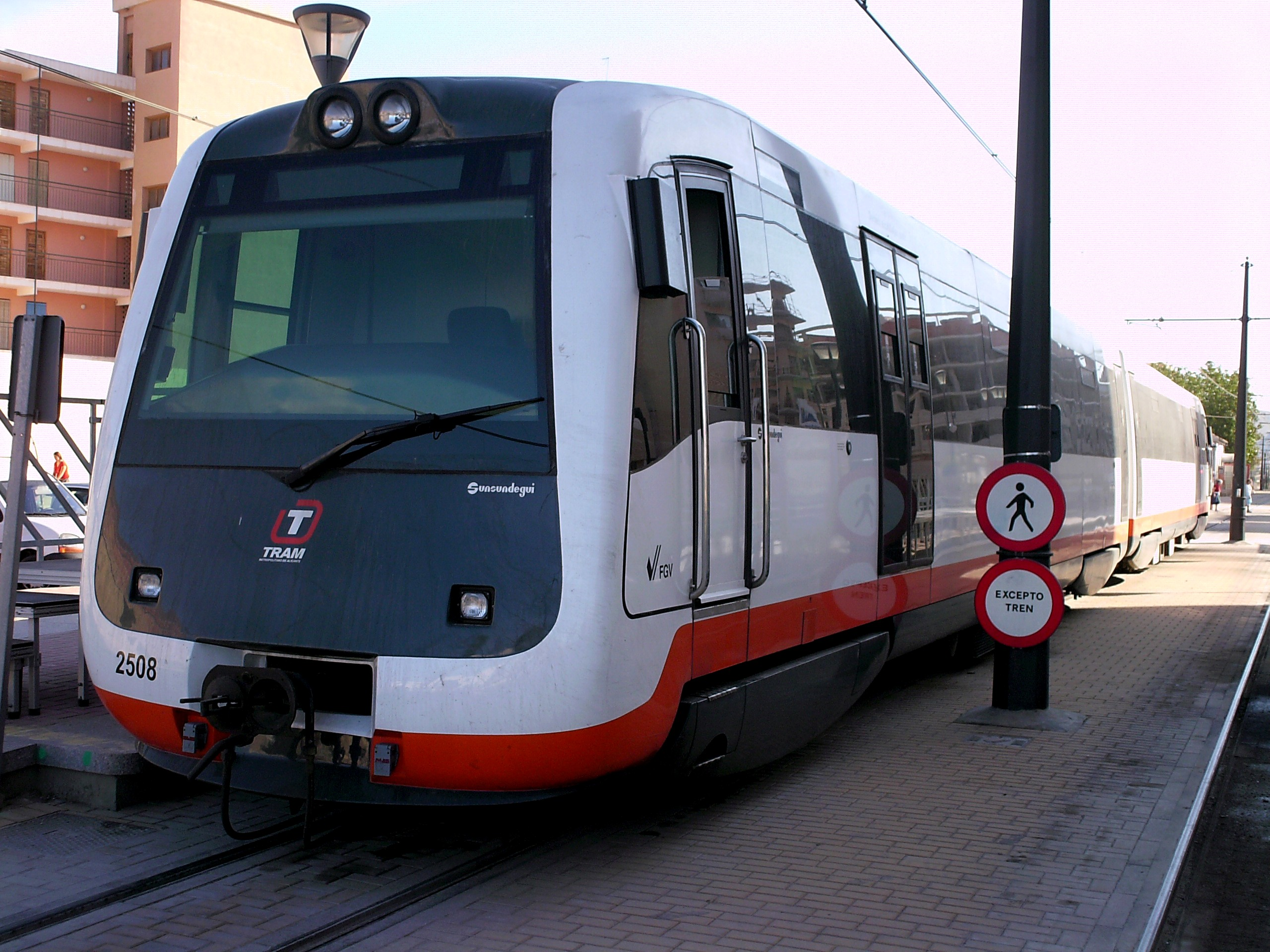
Trein van lijn 9: Benidorm - Denia.
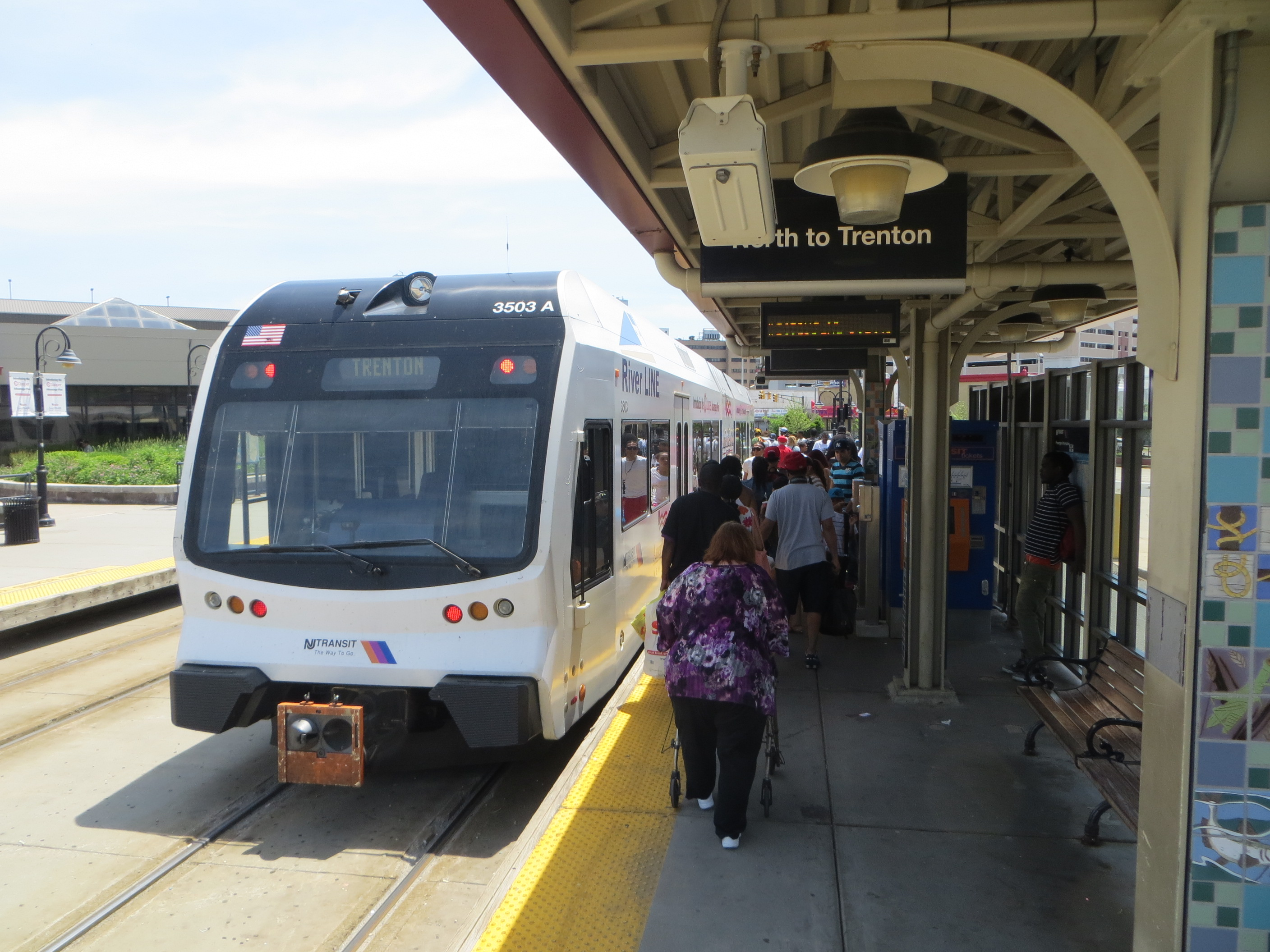
NJ Transit halte Cooper St. Rutgers.
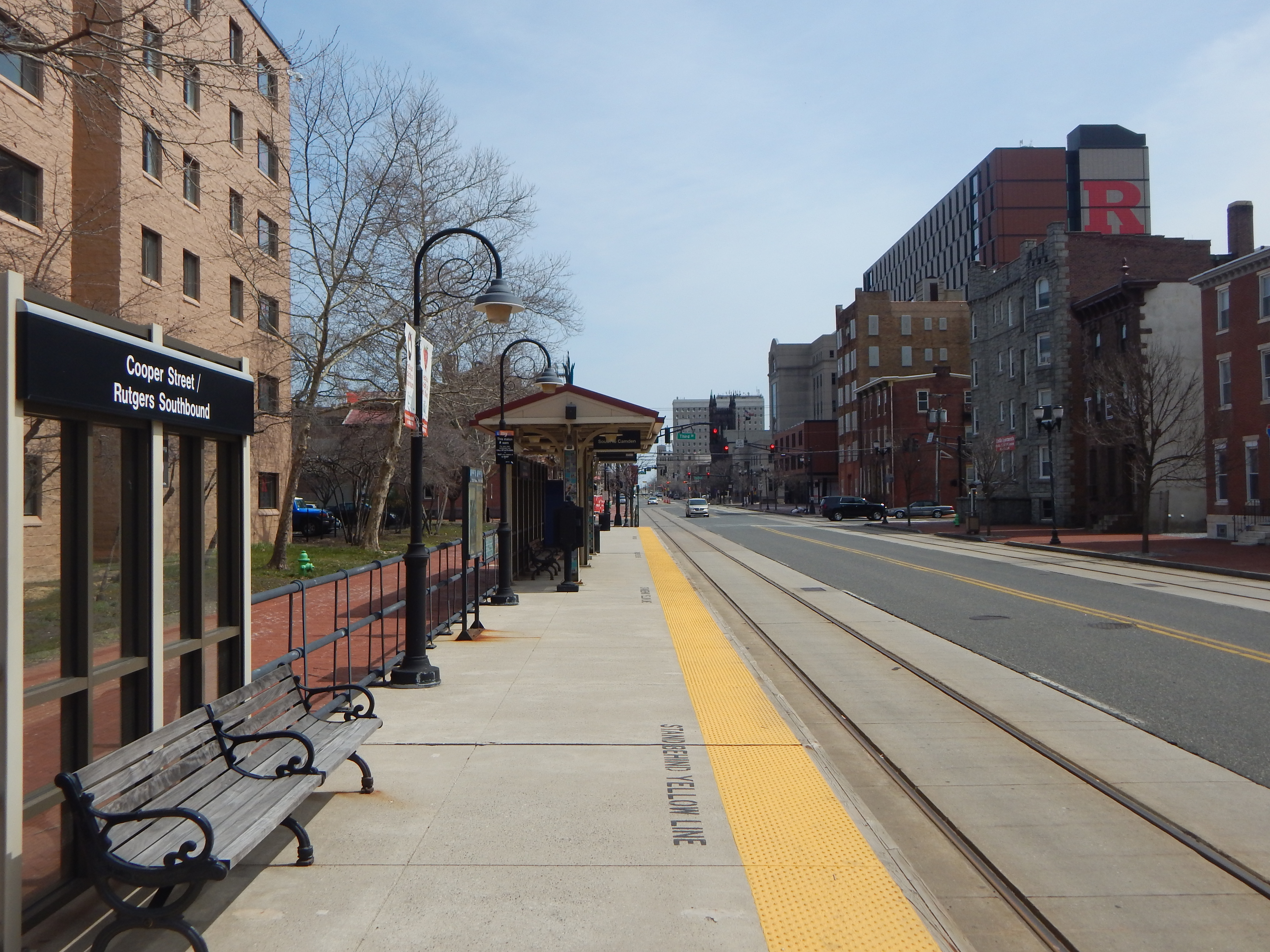
Straatspoor bij halte Cooper St. Rutgers in Camden.
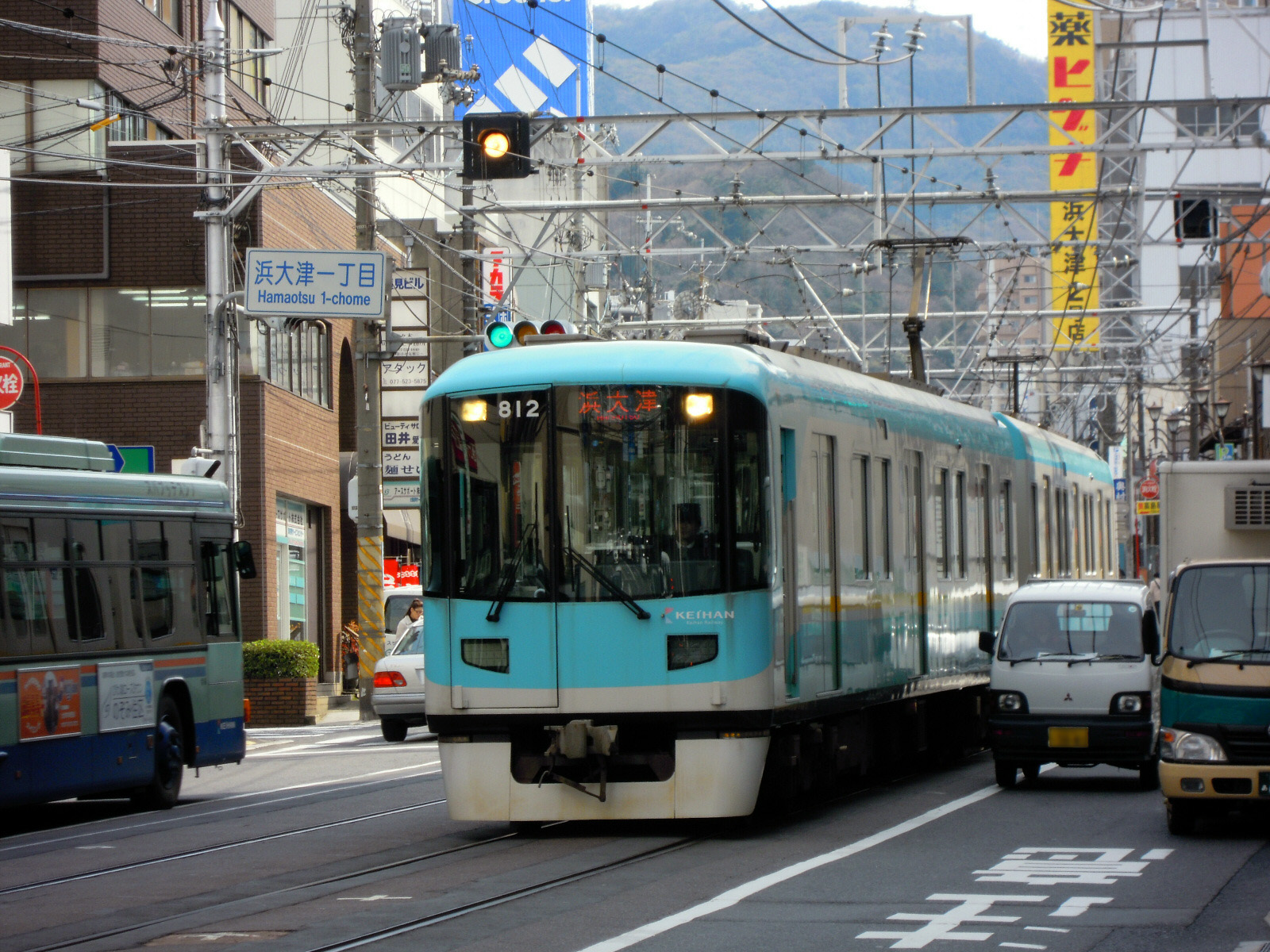
Straatspoor in Kyoto.
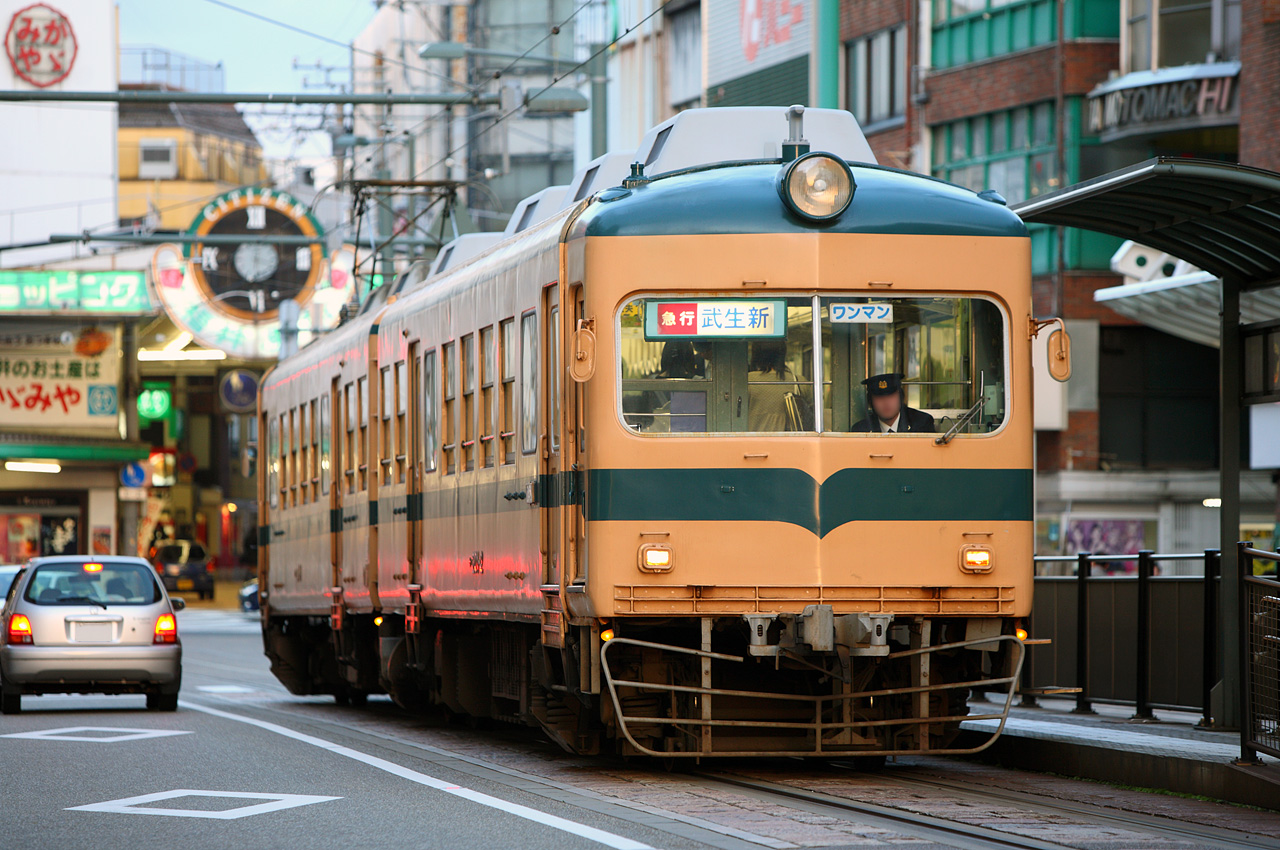
Straatspoor in Fukui.
NS goederenvevoer met HTM-loc op lijn 11.